# Rodrigo Bronzatti
Rodrigo José Bronzatti (Ijuí, 6 dicembre 1986) è un ex calciatore brasiliano, di ruolo difensore.

## Carriera
Ha giocato nella massima serie nicaraguense. Inoltre, conta 3 presenze nella CONCACAF League e una nella CONCACAF Champions League, tutte nelle fasi finali.

## Statistiche

### Presenze e reti nei club
Statistiche aggiornate al 25 agosto 2021.
| Stagione           | Squadra            | Campionato         | Campionato | Campionato | Coppe nazionali | Coppe nazionali | Coppe nazionali | Coppe continentali | Coppe continentali | Coppe continentali | Altre coppe | Altre coppe | Altre coppe | Totale | Totale |
| Stagione           | Squadra            | Comp               | Pres       | Reti       | Comp            | Pres            | Reti            | Comp               | Pres               | Reti               | Comp        | Pres        | Reti        | Pres   | Reti   |
| ------------------ | ------------------ | ------------------ | ---------- | ---------- | --------------- | --------------- | --------------- | ------------------ | ------------------ | ------------------ | ----------- | ----------- | ----------- | ------ | ------ |
| 2009               | São Luiz           | PD/RS              | 7          | 0          |                 | -               | -               |                    | -                  | -                  |             | -           | -           | 7      | 0      |
| 2010               | São Luiz           | PD/RS              | 12         | 0          |                 | -               | -               |                    | -                  | -                  |             | -           | -           | 12     | 0      |
| Totale São Luiz    | Totale São Luiz    | Totale São Luiz    | 19         | 0          |                 | -               | -               |                    | -                  | -                  |             | -           | -           | 19     | 0      |
| 2010               | Chapecoense        | C                  | 8          | 0          |                 | -               | -               |                    | -                  | -                  |             | -           | -           | 8      | 0      |
| 2011               | São Luiz           | PD/RS              | 9          | 0          |                 | -               | -               |                    | -                  | -                  |             | -           | -           | 9      | 0      |
| 2011-2012          | Celaya             | AMX                | 22         | 2          |                 | -               | -               |                    | -                  | -                  |             | -           | -           | 22     | 2      |
| 2012-2013          | Estudiantes Tecos  | AMX                | 29         | 0          | CM              | 4               | 0               |                    | -                  | -                  |             | -           | -           | 33     | 0      |
| 2013-2014          | Dorados            | AMX                | 28         | 0          | CM              | 2               | 0               |                    | -                  | -                  |             | -           | -           | 30     | 0      |
| 2014               | Caxias             | C                  | 0          | 0          |                 | -               | -               |                    | -                  | -                  |             | -           | -           | 0      | 0      |
| 2015               | FC Cascavel        | PD/PR              | 3          | 0          |                 | -               | -               |                    | -                  | -                  |             | -           | -           | 3      | 0      |
| gen.-mag. 2018     | Potros UAEM        | AMX                | 8          | 0          |                 | -               | -               |                    | -                  | -                  |             | -           | -           | 8      | 0      |
| 2018-2019          | Potros UAEM        | AMX                | 25         | 0          |                 | -               | -               |                    | -                  | -                  |             | -           | -           | 25     | 0      |
| lug.-dic. 2019     | Potros UAEM        | AMX                | 8          | 1          | CM              | 3               | 0               |                    | -                  | -                  |             | -           | -           | 11     | 1      |
| Totale Potros UAEM | Totale Potros UAEM | Totale Potros UAEM | 41         | 1          |                 | 3               | 0               |                    | -                  | -                  |             | -           | -           | 44     | 1      |
| 2020-2021          | Real Estelí        | PD                 | 23         | 2          |                 | -               | -               | CL+CCL             | 3+1                | 0                  |             | -           | -           | 27     | 2      |
| Totale carriera    | Totale carriera    | Totale carriera    | 182        | 5          |                 | 9               | 0               |                    | 4                  | 0                  |             | -           | -           | 195    | 5      |